# Campeonato Europeu de Futebol Sub-19 de 2023
O Campeonato Europeu de Futebol Sub-19 de 2023 (também conhecido como Euro Sub-19 de 2023) foi a 20ª edição do Campeonato Europeu de Futebol Sub-19 (70ª edição incluindo a era Sub-18), o campeonato internacional anual campeonato de futebol juvenil organizado pela UEFA para as seleções masculinas sub-19 da Europa. Malta sediou o torneio de 3 a 16 de julho de 2023. Um total de 8 seleções jogarão no torneio, com jogadores nascidos a partir do dia 1 de janeiro de 2004 elegíveis para participar.

## Escolha da sede
Malta foi escolhida como anfitriã do torneio pelo Comitê Executivo da UEFA durante sua reunião em 19 de abril de 2021 em Montreux, Suíça.

## Seleções participantes
As seguintes equipes que se classificaram para o torneio.
Nota: Todas as estatísticas de aparência incluem apenas a era Sub-19 (desde 2002).
| Seleção  | Método de qualificação | Participações | Última                | Melhor colocação                                         |
| -------- | ---------------------- | ------------- | --------------------- | -------------------------------------------------------- |
| Malta    | Anfitrião              | 1ª vez        | Estreante             | Estreante                                                |
| Noruega  | Grupo 1                | 6ª vez        | 2019 (Fase de grupos) | Fase de grupos (2002, 2003, 2005, 2018 e 2019)           |
| Itália   | Grupo 2                | 9ª vez        | 2022 (Semifinal)      | Campeão (2003)                                           |
| Espanha  | Grupo 3                | 13ª vez       | 2019 (Campeão)        | Campeão (2002, 2004, 2006, 2007, 2011, 2012, 2015, 2019) |
| Portugal | Grupo 4                | 12ª vez       | 2019 (Vice-campeão)   | Campeão (2018)                                           |
| Grécia   | Grupo 5                | 7ª vez        | 2015 (Semifinal)      | Vice-campeão (2007, 2012)                                |
| Polónia  | Grupo 6                | 3ª vez        | 2006 (Fase de grupos) | Fase de grupos (2004, 2006)                              |
| Islândia | Grupo 7                | 1ª vez        | Estreante             | Estreante                                                |

## Estádios
| National Stadium   | Centenary Stadium      | Hibernians Ground      |                        |                        |                        |
| Capacidade: 16,997 | Capacidade: 3,000      | Capacidade: 2,968      |                        |                        |                        |
|                    |                        |                        |                        |                        |                        |
| Xewkija (Gozo)     | Ta' Qali Paola Xewkija | Ta' Qali Paola Xewkija | Ta' Qali Paola Xewkija | Ta' Qali Paola Xewkija | Ta' Qali Paola Xewkija |
| Estádio Gozo       | Ta' Qali Paola Xewkija | Ta' Qali Paola Xewkija | Ta' Qali Paola Xewkija | Ta' Qali Paola Xewkija | Ta' Qali Paola Xewkija |
| Capacity: 1,644    | Ta' Qali Paola Xewkija | Ta' Qali Paola Xewkija | Ta' Qali Paola Xewkija | Ta' Qali Paola Xewkija | Ta' Qali Paola Xewkija |
|                    | Ta' Qali Paola Xewkija | Ta' Qali Paola Xewkija | Ta' Qali Paola Xewkija | Ta' Qali Paola Xewkija | Ta' Qali Paola Xewkija |

## Fase de grupos

### Grupo A
| Pos | Equipe    | Pts | J | V | E | D | GP | GC | SG | Classificado |
| --- | --------- | --- | - | - | - | - | -- | -- | -- | ------------ |
| 1   | Portugal  | 9   | 3 | 3 | 0 | 0 | 9  | 2  | +7 | Semifinais   |
| 2   | Itália    | 4   | 3 | 1 | 1 | 1 | 6  | 6  | 0  | Semifinais   |
| 3   | Polónia   | 4   | 3 | 1 | 1 | 1 | 3  | 3  | 0  |              |
| 4   | Malta (H) | 0   | 3 | 0 | 0 | 3 | 1  | 8  | −7 |              |

### Grupo B
| Pos | Equipe   | Pts | J | V | E | D | GP | GC | SG | Classificado |
| --- | -------- | --- | - | - | - | - | -- | -- | -- | ------------ |
| 1   | Espanha  | 7   | 3 | 2 | 1 | 0 | 7  | 1  | +6 | Semifinais   |
| 2   | Noruega  | 5   | 3 | 1 | 2 | 0 | 6  | 5  | +1 | Semifinais   |
| 3   | Islândia | 2   | 3 | 0 | 2 | 1 | 2  | 3  | −1 |              |
| 4   | Grécia   | 1   | 3 | 0 | 1 | 2 | 4  | 10 | −6 |              |

## Fase final

### Esquema
|  | Semifinais                                 | Semifinais |                                            |   | Final | Final |
|  |                                            |            |                                            |   |       |       |
|  | 13 de julho – Hibernians Ground            |            |                                            |   |       |       |
|  |                                            |            |                                            |   |       |       |
|  | Portugal                                   | 5          |                                            |   |       |       |
|  | Portugal                                   | 5          | 16 de julho – Estádio Nacional de Ta' Qali |   |       |       |
|  | Noruega                                    | 0          |                                            |   |       |       |
|  | Noruega                                    | 0          | Portugal                                   | 0 |       |       |
|  | 13 de julho – Estádio Nacional de Ta' Qali |            | Portugal                                   | 0 |       |       |
|  |                                            | Itália     | 1                                          |   |       |       |
|  | Espanha                                    | Itália     | 1                                          | 2 |       |       |
|  | Espanha                                    |            |                                            | 2 |       |       |
|  | Itália                                     | 3          |                                            |   |       |       |
|  | Itália                                     | 3          |                                            |   |       |       |

### Partidas

#### Semifinal
| 13 de julho de 2023 | Portugal                                                | 5 – 0     | Noruega | Hibernians Ground, Paola              |
| 18:00 (UTC+4)       | Sá 4' · Félix 17' (pen) · Ribeiro 31', 66' · Broges 69' | Relatório |         | Público: 709 Árbitro: ARG Yael Falcón |

| 13 de julho de 2023 | Espanha                            | 2 – 3     | Itália                                 | Estádio Nacional de Ta' Qali, Ta' Qali |
| 21:00 (UTC+2)       | Barberá 58' · Regonesei 74' (g.c.) | Relatório | Vignato 52' · Pisilli 66' · Lipani 85' | Público: 1 712 Árbitro: ISR Yigal Frid |

#### Final
| 16 de julho de 2023 | Portugal | 0 – 1     | Itália     | Estádio Nacional de Ta' Qali, Ta' Qali |
| 21:00 (UTC+2)       |          | Relatório | Kayode 19' | Árbitro: ALE Sven Jablonski            |